# Саловка (Воронежская область)
Саловка — посёлок в Ольховатском районе Воронежской области России.
Входит в состав городского поселения Ольховатка.

## География

### Улицы
- ул. Водозаборная
- ул. Новоселовка
- ул. Саловка

## Население
| 2010 |
| ---- |
| 339  |